# Porsche 997
De Porsche 997 is een model van de Porsche 911 en was de opvolger van de Porsche 996, de 997 werd geleverd van juli 2004 tot einde 2012. De Porsche 997 is de zesde generatie in een doorontwikkeling van de oorspronkelijke (luchtgekoelde) 911. Eind 2011 presenteerde Porsche de opvolger van de 997, de Porsche 991.

## Uitvoeringen
De Porsche 997 is uitgebracht in vijftien verschillende uitvoeringen. Al deze uitvoeringen zijn uitgerust met een watergekoelde 3,6 liter (max. vermogen 345 pk, max. koppel 390 Nm) of 3,8 liter zescilinder (max. vermogen 385 pk bij 6800 toeren/min, max. koppel 420 Nm) boxermotor.
Bij de introductie van de 997 werden eerst de tweewiel aangedreven Carrera en Carrera S uitgebracht. Vervolgens kwamen de vierwielaangedreven Carrera 4 en Carrera 4S. Later werden de exclusieve Carrera GTS en Carrera 4 GTS uitgebracht.
Geheel in de lijn van de eerdere 993- en 996- modellen heeft Porsche ook een Targaversie uitgebracht van de 997. Deze is alleen verkrijgbaar als vierwielaangedreven Targa 4 en Targa 4S.
Van de Carrera, Carrera S, Carrera GTS, Carrera 4, Carrera 4S, Carrera 4 GTS en de Turbo zijn door Porsche ook een cabrio uitvoering uitgebracht welke zijn voorzien van een inklapbare soft-top.

### GT3
Porsche gebruikte de autoshow van Genève in 2006 om de Turbo en de GT3 te introduceren. Van de GT3 volgde later nog een krachtiger RS-uitvoering. Deze "Renn-sport" (RS) is nog lichter en meer toegerust op circuitgebruik dan de GT3. De GT3 RSR is de auto die Porsche - in zeer gelimiteerde aantallen - bouwt voor (klanten) raceteams.

### GT2
In 2007 werd de GT2 geïntroduceerd, met 530 pk zit de GT2 in 3,7 seconden op 100 en heeft een topsnelheid van 329 km/u.

### Sport Classic
In 2009 lanceerde Porsche de Sport Classic, waarvan 250 stuks geproduceerd worden. Deze Sport Classic is gebaseerd op de Carrera S (achterwielaandrijving) maar heeft wel de widebody van de Carrera 4S (vierwielaandrijving). Verder is deze Sport Classic te herkennen aan het double-dome dak en de "ducktail" spoiler, beide verwijzingen naar de legendarische Carrera RS. Ook zit er een SportDesign voorbumper op, en werd het interieur voorzien van een Porsche Exclusive behandeling. De Sportclassic is enkel beschikbaar met een handgeschakelde zes-versnellingsbak. Standaard zijn PCCB (Porsche Ceramic Composite Brakes), PASM (sport-onderstel), 19" Fuchsvelgen (weer een verwijzing naar de Carrera RS) en het X51-pakket (vermogenstuning uit de fabriek naar 408pk).

### Turbo S
Begin 2010 is er ook de Turbo S bijgekomen. 30pk en 50Nm meer dan de "gewone" Turbo. Dit komt nu op 530pk en 700Nm koppel. De Turbo S heeft standaard onder andere PCCB (Porsche Ceramic Composite Brakes)en PDK (Porsche Doppelkupplung).

### GT2 RS
In 2010 lanceerde Porsche ook de GT2 RS, de ultieme circuitwagen van Porsche. Porsche haalt uit de 3,6 liter grote Twin Turbo boxer motor 620 pk die via een handgeschakelde versnellingsbak naar de achterwielen worden gestuurd. Deze GT2 RS zou volgens Porsche een rondje Nürburgring-Nordschleife doen in 7 minuten en 18 seconden en de sprint van 0-100 km/u duurt slechts 3,5 s. Na 9,8 s wordt de 200 km/u bereikt en na 28,9 s de 300km/u. De topsnelheid bedraagt 330 km/u.

## Facelift
In 2008 heeft Porsche een facelift op de 997 doorgevoerd. Ook onderhuids werden diverse wijzigingen doorgevoerd. Zo is het motorvermogen van zowel de Carrera (4) en de Carrera (4)S versies toegenomen, door het gebruik van directe brandstofinjectie (DFI). Daarnaast is er ook een geheel nieuwe automatische versnellingsbak Porsche Doppelkupplung/PDK geïntroduceerd met dubbele koppeling.

## GTS
Als laatste model werd de GTS uitgebracht. Carrera GTS is een historische verwijzing naar de Porsche 904 Carrera GTS raceauto van 1964. De GTS heeft nog meer vermogen (408pk), zonder dat het verbruik of de uitstoot toeneemt. Van de Carrera GTS zijn vier varianten uitgebracht: Carrera GTS, de vierwielaangedreven Carrera 4 GTS en beide modellen zowel in coupé als in cabrio-vorm. De Porsche Doppelkupplung/PDK dubbele koppeling is standaard en op de 4 GTS is een mechanische diff-lock standaard.

## Opvolging
Eind 2011 presenteerde Porsche de opvolger van de 997: de Porsche 991.

## Galerij

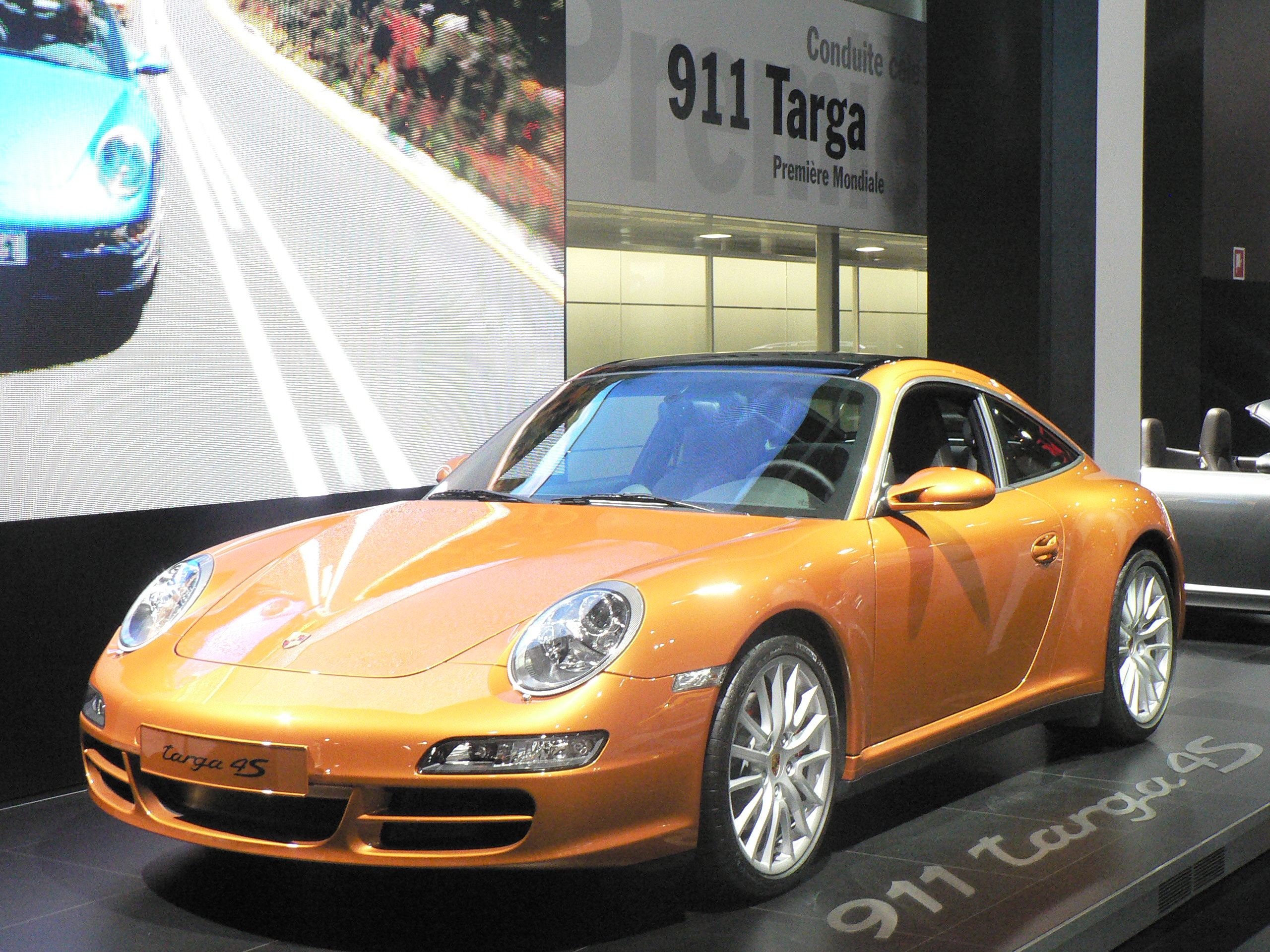
Porsche 997 Targa 4S
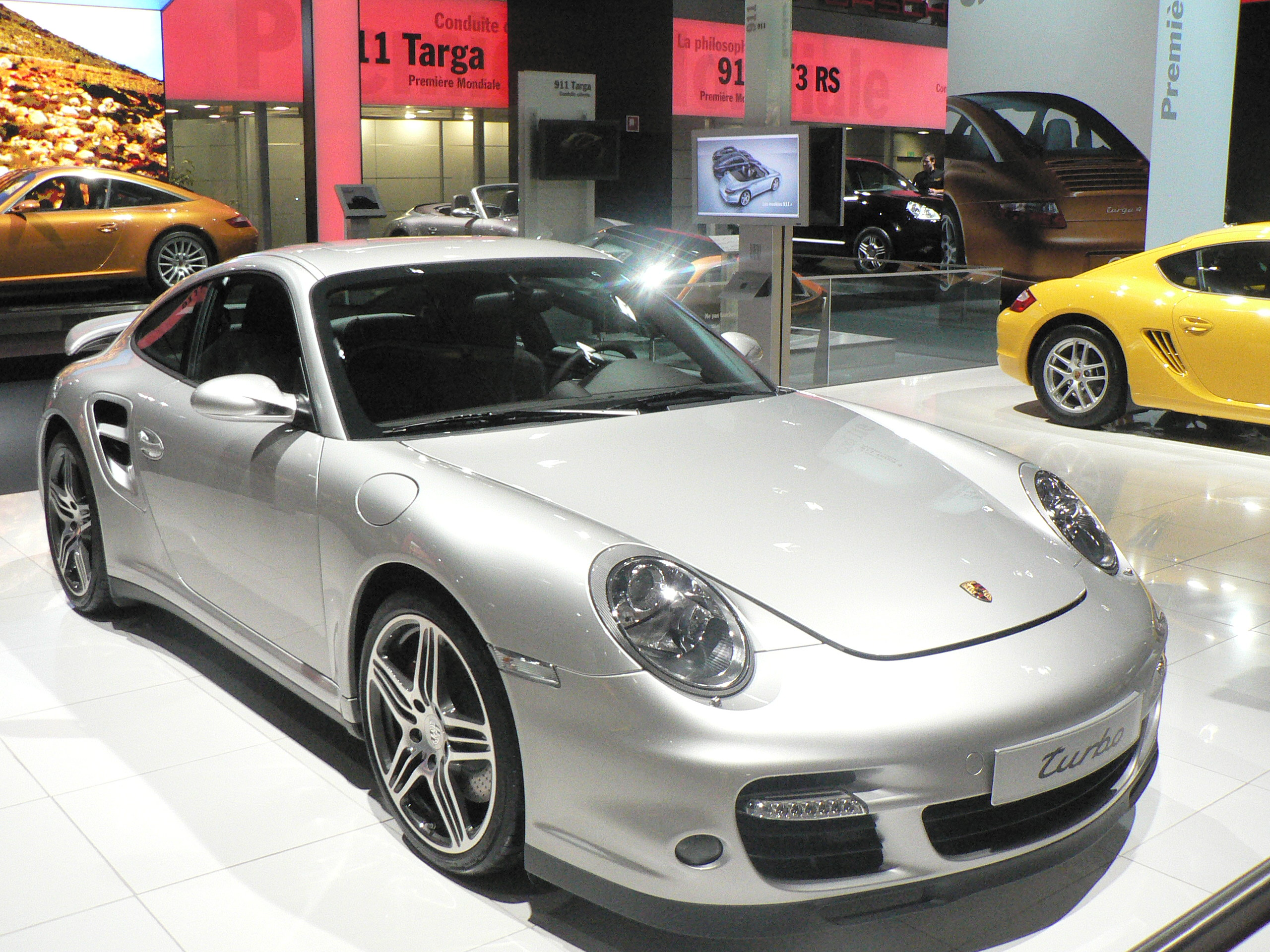
Porsche 997 Turbo (2007)
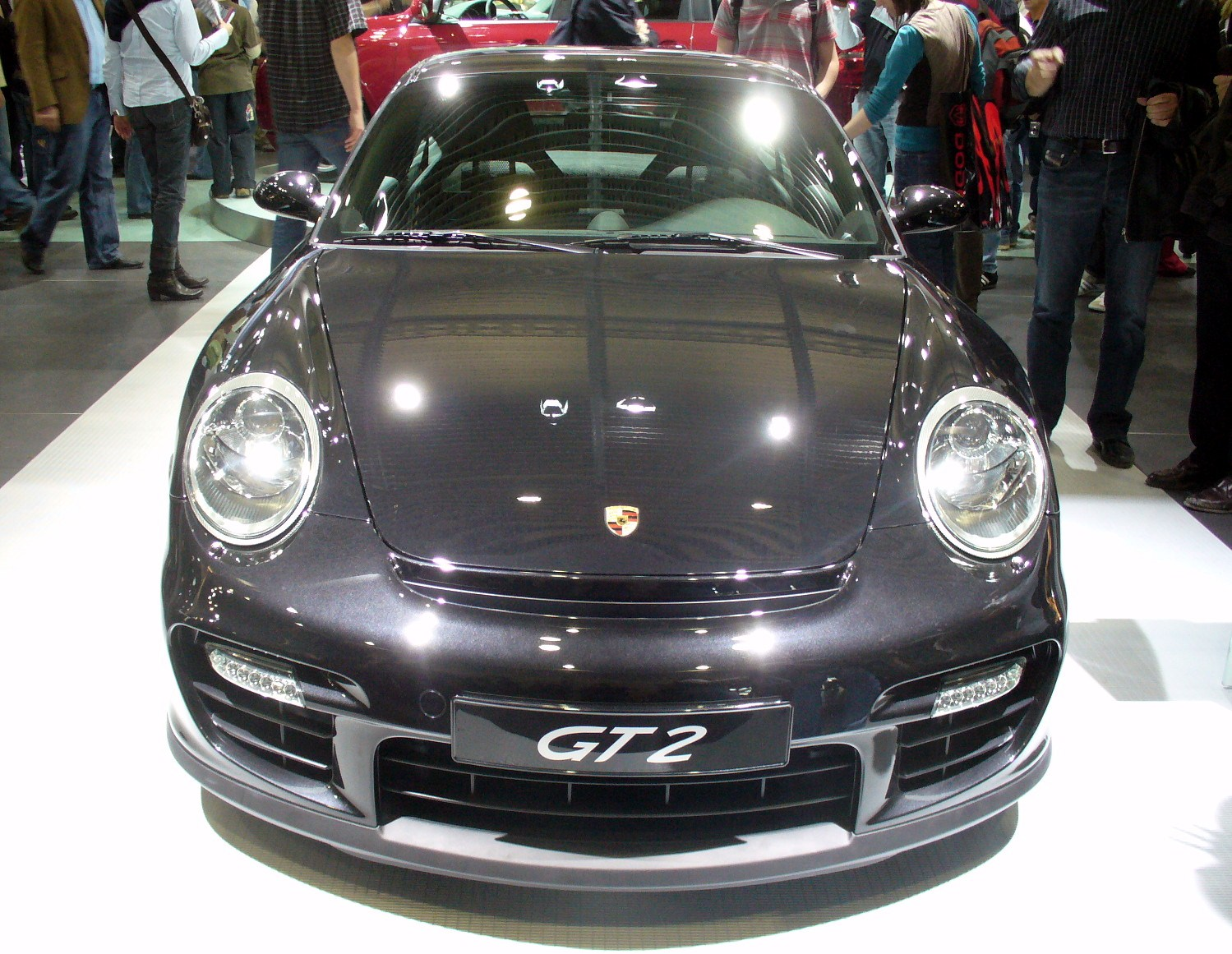
Porsche 997 GT2
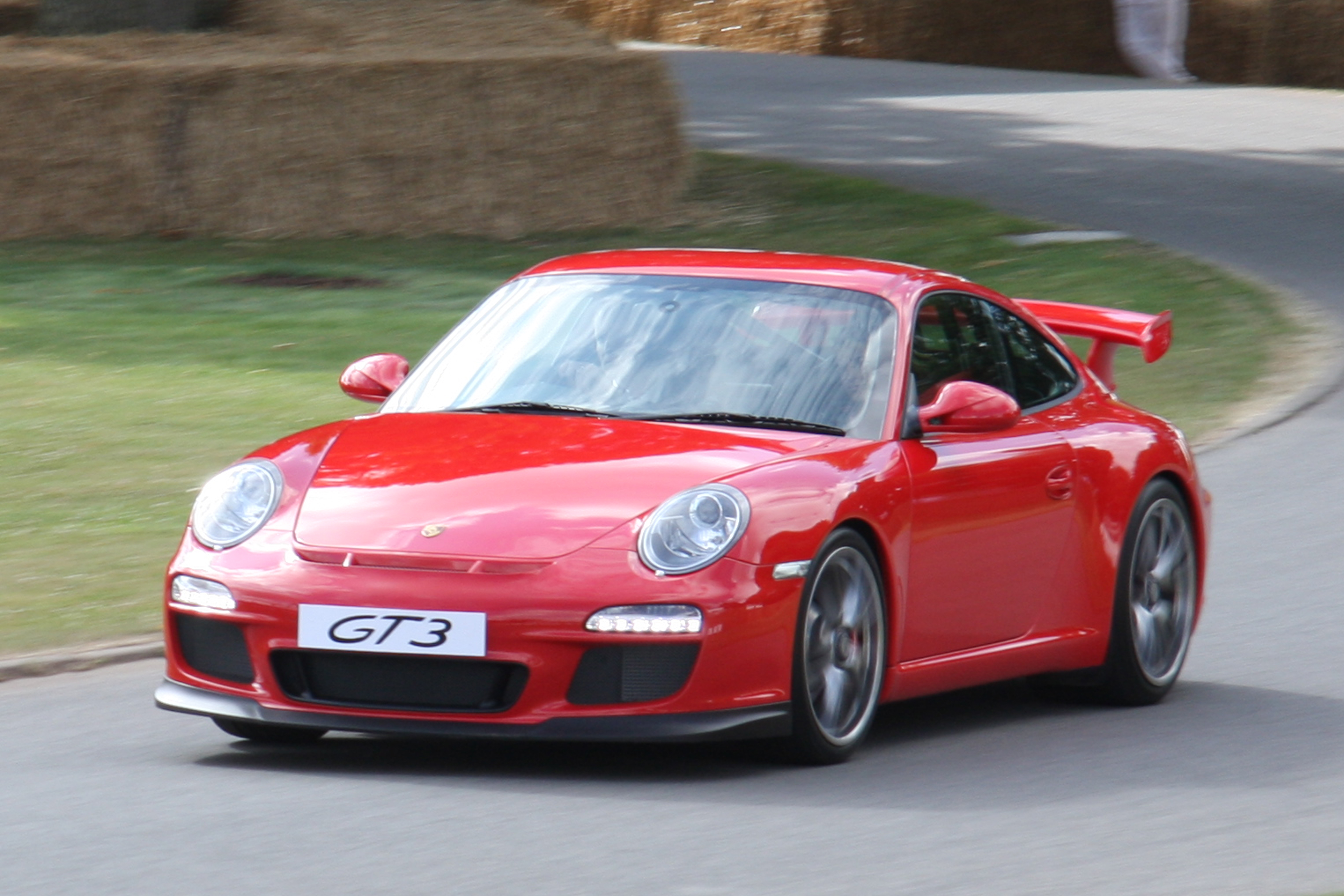
Porsche 997 GT3 (2009)
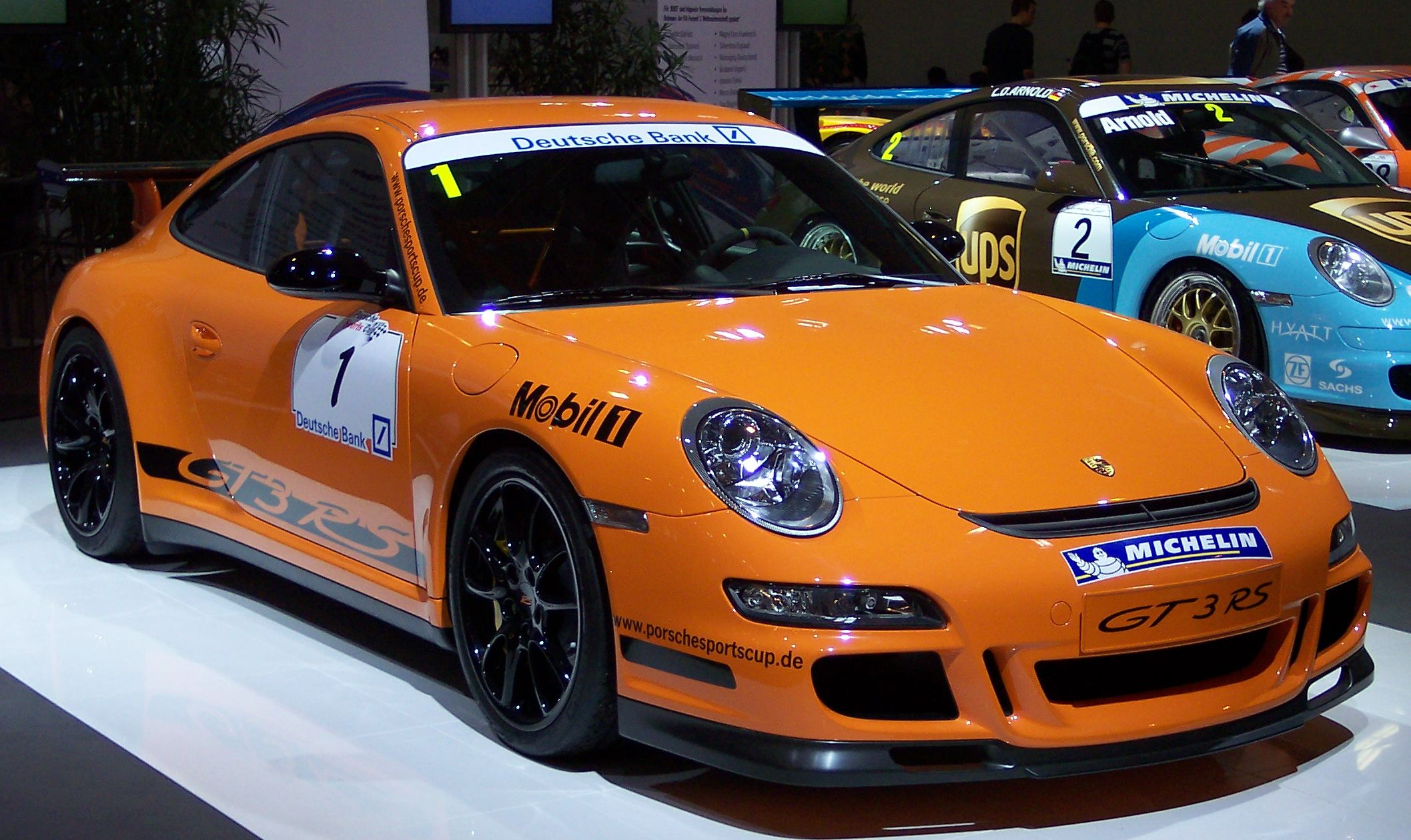
Porsche 997 GT3 RS (2006)
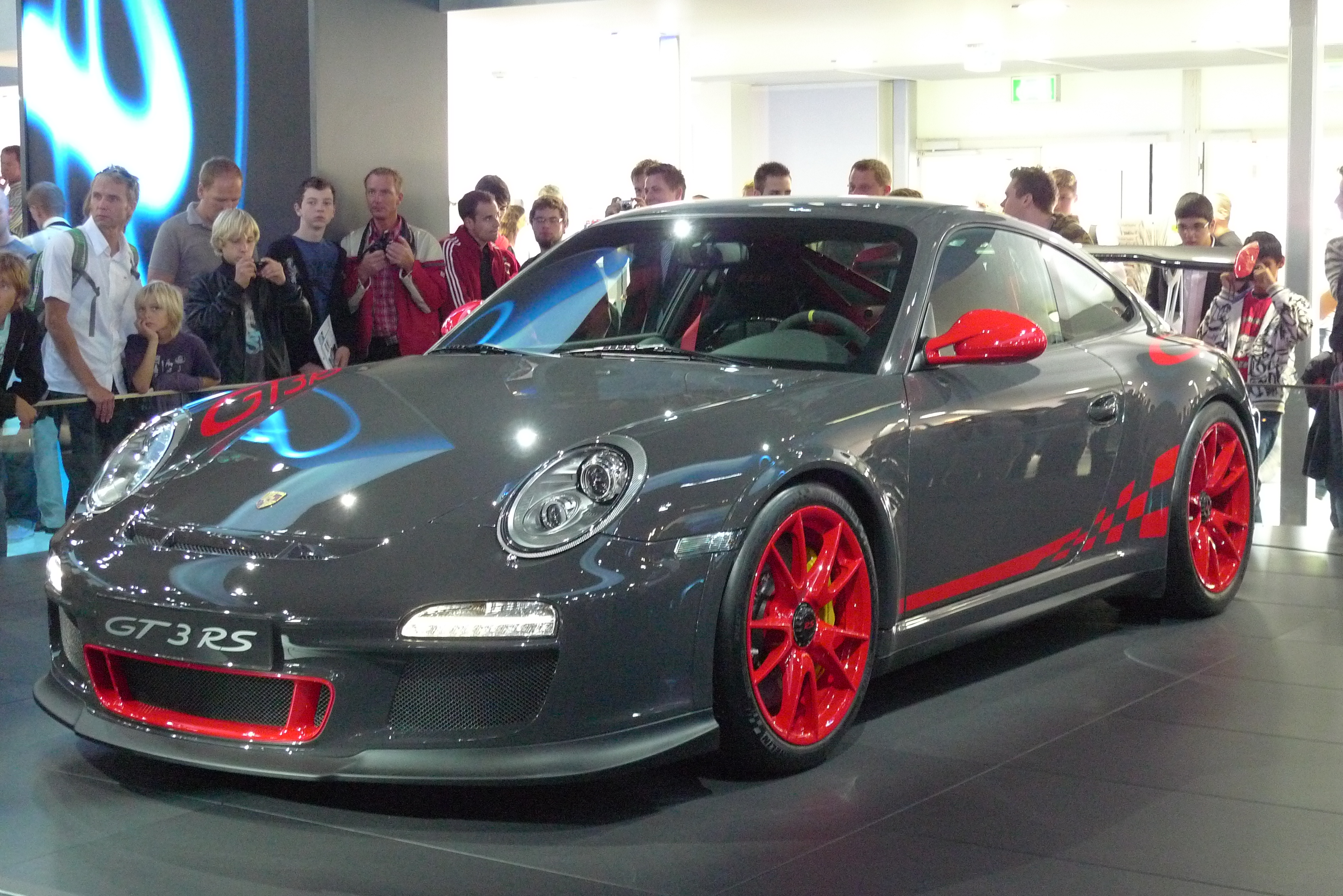
Porsche 997 GT3 RS (2009)
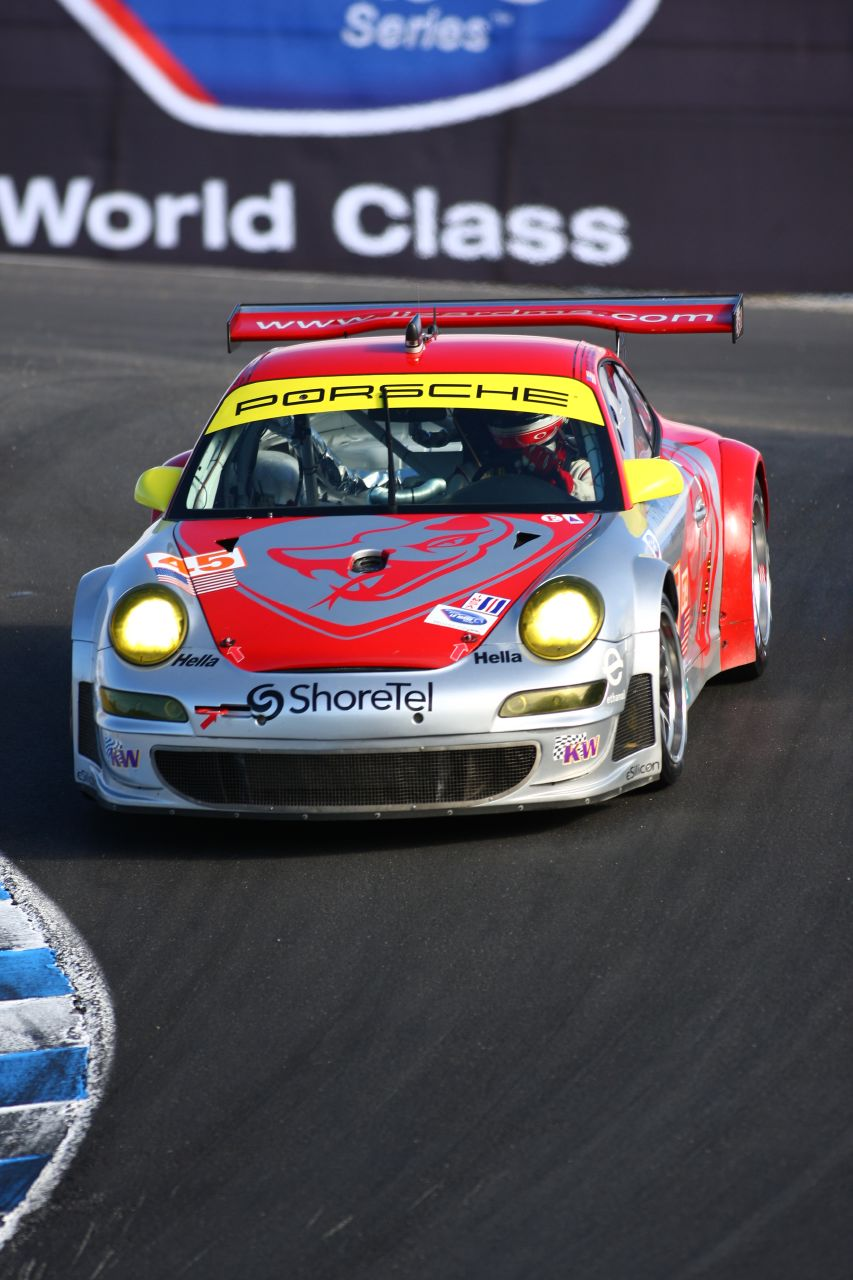
Porsche 997 GT3 RSR op Laguna Seca
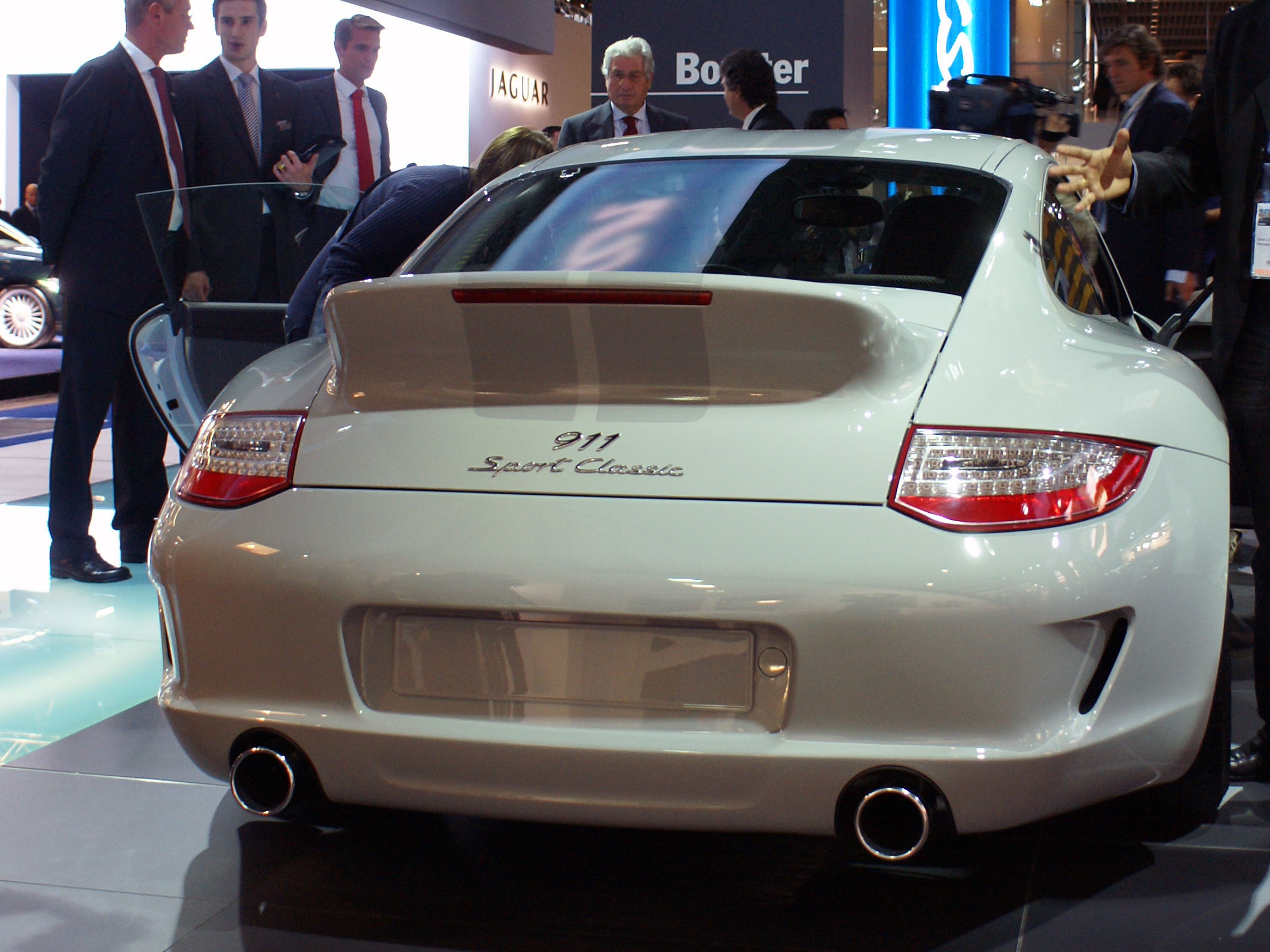
Porsche 911 Sport Classic (2009)
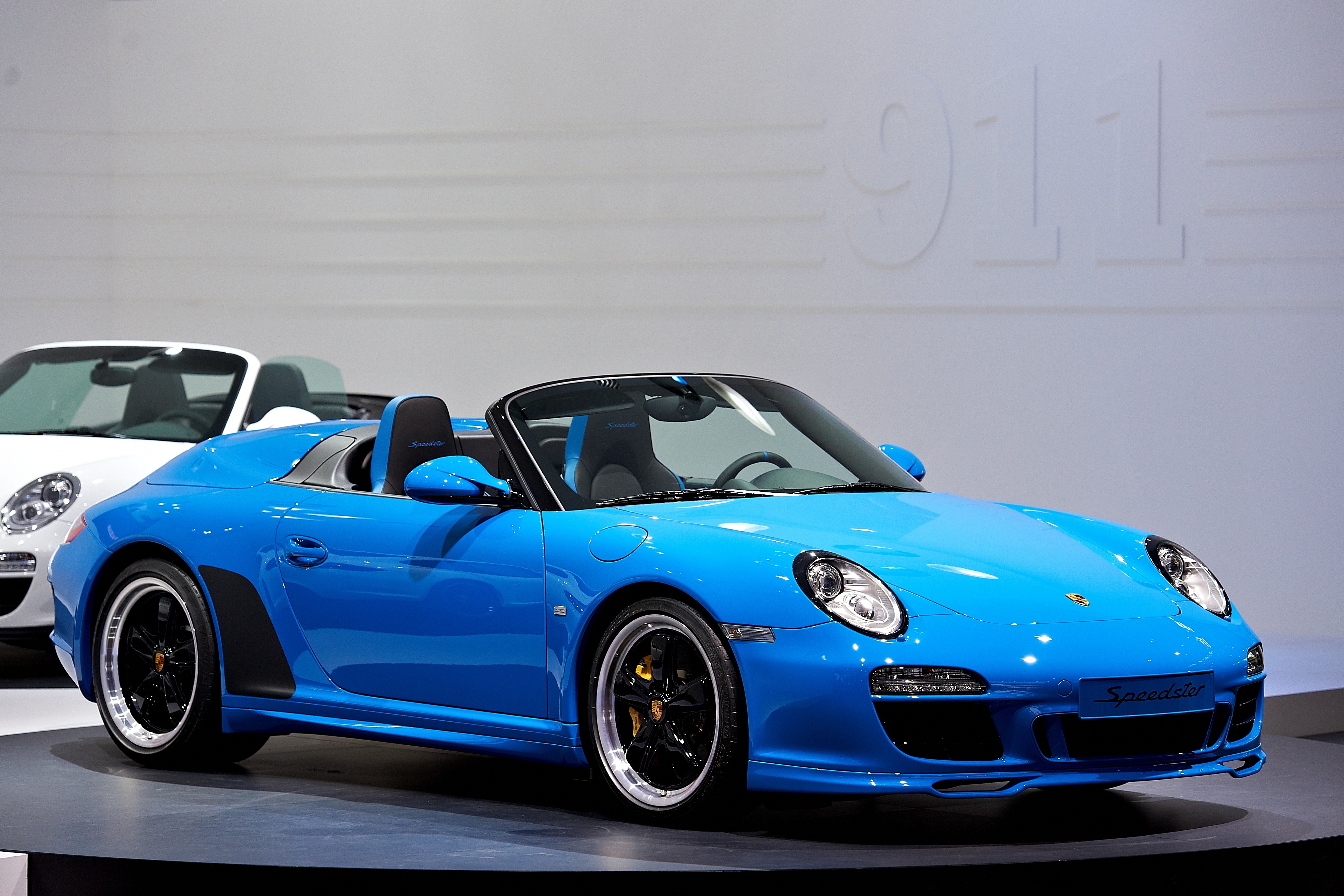
Porsche 997 Speedster (2010)
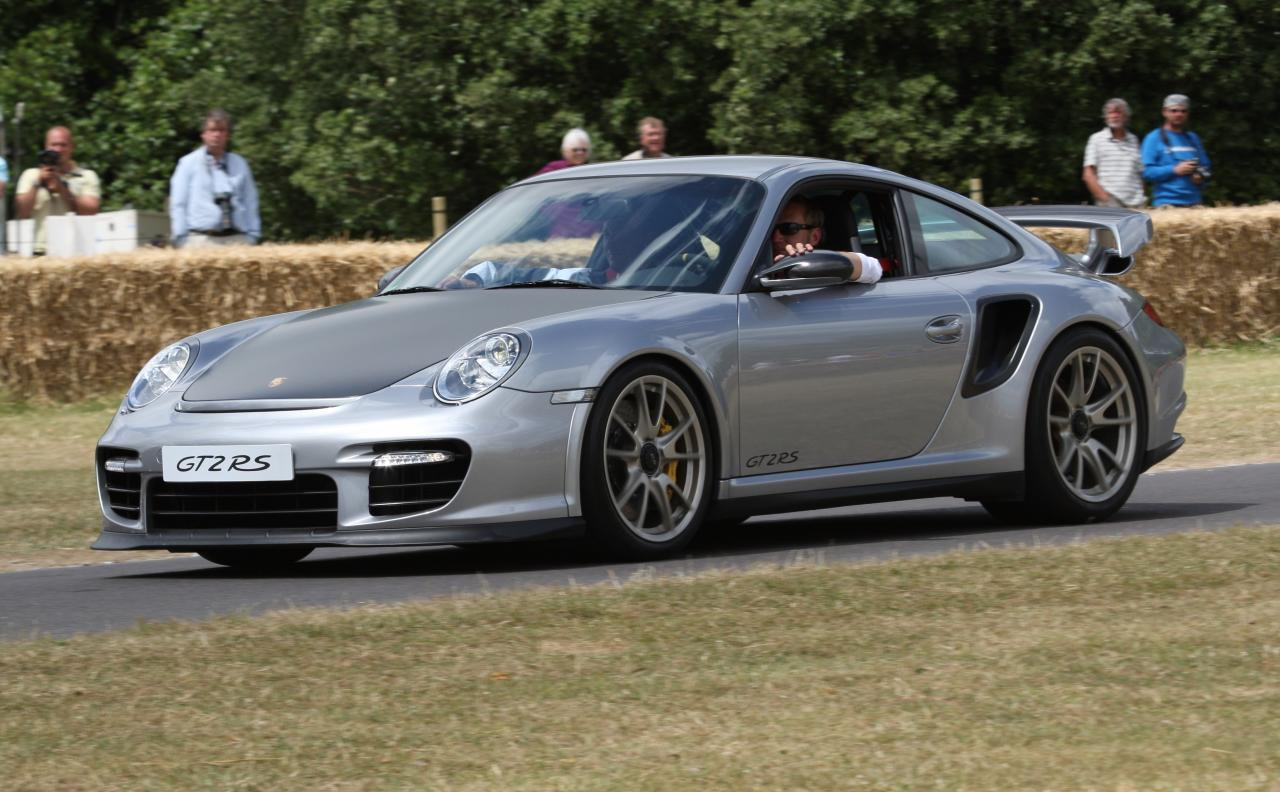
Porsche 997 GT2 RS (2010)